# Brasil Open 2002
Il Brasil Open 2002 è stato un torneo di tennis giocato sulla terra rossa.
È stata la 2ª edizione del Brasil Open,
che fa parte della categoria International Series nell'ambito dell'ATP Tour 2002. 
Si è giocato nel complesso Costa do Sauipe di Mata de São João, in Brasile, dal 9 settembre al 16 settembre 2002.

## Campioni

### Singolare
Gustavo Kuerten ha battuto in finale  Guillermo Coria con il punteggio di 6(4)–7, 7–5, 7–6(2)

### Doppio
Scott Humphries /  Mark Merklein hanno battuto in finale  Gustavo Kuerten /  André Sá con il punteggio di 6–3, 7–6(1).